# Jüdischer Friedhof Gattendorf

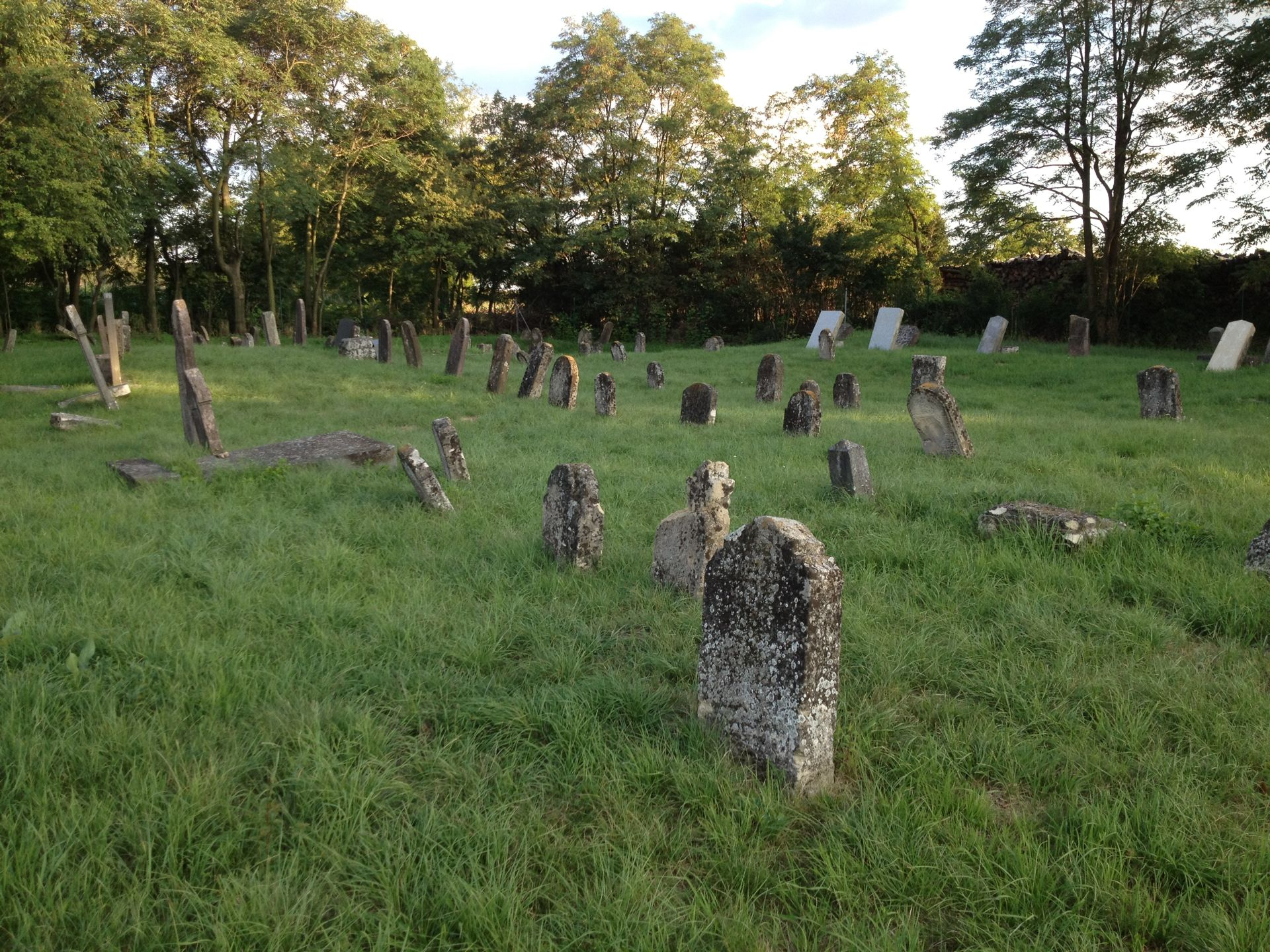
Jüdischer Friedhof in Gattendorf

Der Jüdische Friedhof Gattendorf befindet sich in der Gemeinde Gattendorf im Bezirk Neusiedl am See im Burgenland. Der Jüdische Friedhof steht unter Denkmalschutz (Listeneintrag).

## Geschichte
Der außerhalb des Ortes liegende Friedhof hat eine Größe von 2733 m², worauf sich 120 Grabsteine befinden. Er diente ab Mitte des 19. Jahrhunderts auch der jüdischen Bevölkerung der nahe liegenden Orte Nickelsdorf und Neudorf bei Parndorf als Begräbnisstätte.
In dem zehn Kilometer südwestlich von Kittsee gelegenen Ort bestand schon im Jahr 1806 eine Synagoge. 1885 wurde Gattendorf an die jüdische Gemeinde Kittsee angeschlossen.
1934 lebten in Gattendorf noch 19 jüdische Bewohner, von denen einige der Shoah zum Opfer fielen. Der letzte in Gattendorf geborene Jude war Hugo Lustig, geboren 1924. Er übersiedelte 1936 nach Preßburg und von dort 1938 nach Palästina. Er verstarb am 10. September 2020 in Tel Aviv. Die 1862 neu errichtete Synagoge, die die Zeit des Nationalsozialismus in einem ziemlich desolaten Zustand überstanden hatte, wurde 1996 abgebrochen. Am 28. November 1947 beschloss die Gemeinde, den jüdischen Friedhof wieder in den Besitz der Israelitischen Kultusgemeinde Wien als Rechtsnachfolger der Kultusgemeinde Gattendorf zurückzugeben. Heute befinden sich auf dem Friedhof etwa 200 Gräber.